# 茨城県立那珂湊第一高等学校
茨城県立那珂湊第一高等学校（いばらきけんりつ なかみなとだいいちこうとうがっこう）は、茨城県ひたちなか市山ノ上町に所在した県立高等学校。

## 概要
1901年（明治34年）2月16日に湊町立湊商業学校として文部大臣から学校設立の許可を受け、同年5月15日に開校した。
茨城県内の公立の商業学校としては最古の学校で、直後の1902年（昭和35年）に茨城県立商業学校（現水戸商業高等学校）が開校している。
1999年から茨城県立海洋高等学校と学校間連携を行い、本校では「文書デザイン」、海洋高校では「ダイビング」の授業を開講し、その単位取得が認められていた。また部活動では、柔道部が関東大会やインターハイ、ジュニアオリンピックに出場するなどの活躍を見せていた。
2009年春より生徒募集を停止。茨城県立那珂湊第二高等学校と併合した新しい学校・茨城県立那珂湊高等学校へ移行し、2011年で閉校となった。なお新校の校舎は那珂湊一高のものを使用している。なお茨城県内でも珍しい女子サッカー部、カヌー部があったが、これらも新校へ引き継がれている。

## 沿革
校地は幕末に水戸藩が設置した那珂湊反射炉の跡地の一部を利用していた。
- 1901年 - 湊町立湊商業学校として創立。
- 1920年 - 茨城県に移管、茨城県湊商業学校となる。
- 1931年 - 茨城県立湊商業学校に改称。
- 1944年 - 茨城県立湊工業学校に改称。
- 1946年 - 学制改革により茨城県立湊商業高校となる。
- 1948年 - 茨城県立那珂湊高等学校に改称。
- 1949年 - 茨城県立那珂湊第一高等学校に改称。
- 2001年
  - 8月31日 - 百周年記念ホール完成。
  - 10月20日 - 百周年記式典挙行。
- 2009年 - 生徒募集停止
- 2011年 - 茨城県立那珂湊高等学校に統合

## 学科・コース
以下は閉校時のものである。
- 商業科

会計ビジネスコース
起業ビジネスコース
商業デザインコース
- 情報処理科

システム設計コース
マルチメディアコース
- 普通科

## 学校関係者

### 著名な出身者
- 関根忍（ミュンヘンオリンピック男子柔道金メダル）
- 加藤きよみ（モントリオールオリンピック女子バレーボール金メダル）
- 荻谷信男（海軍軍人）
- 那波多目功一（日本画家）
- 天空海翔馬（大相撲力士、立浪部屋）